# Gioacchino Frulli

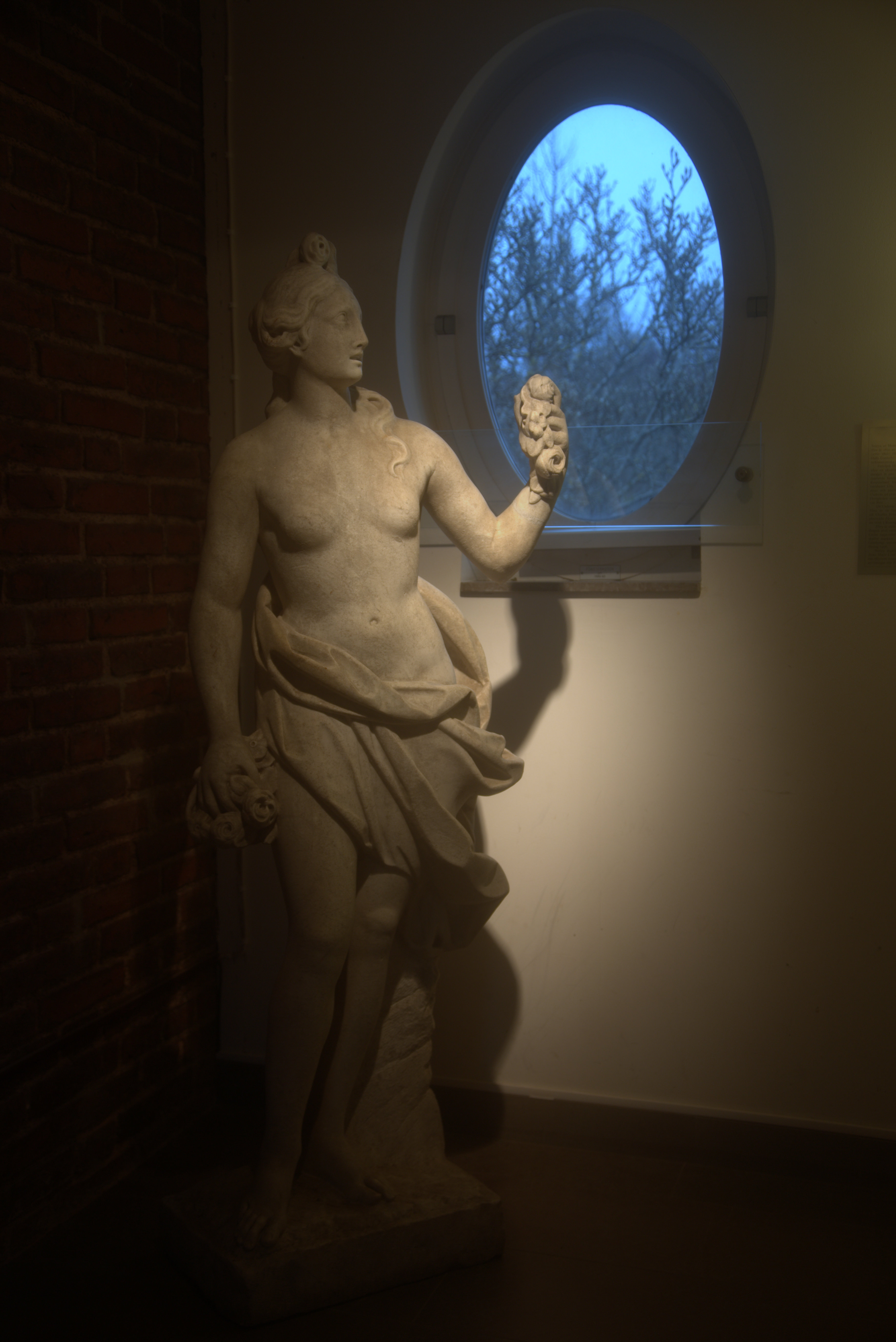
Skulpturen Flora utförd av Gioacchino Frulli placerad i Göteborgs botaniska trädgård.

Gioacchino Frulli, född 1766 i Italien, död 28 maj 1801 i Göteborg, var en italiensk-svensk skulptör.

## Biografi
Gioacchino Frulli var från 1790 gift med Maria Catharina Meyer och troligen omgift med sin svägerska Dorothea Maria Meyer 1795. Frulli var elev till Filippo Scandellari och Luigi Acquisti och som 15-åring utförde han en relief till ett altarbord i kyrkan Santa Maria Magdalena de Pazzi i Bologna. Under en avbruten resa till Ryssland kom Frulli till Göteborg 1786 efter att han lidit skeppsbrott utanför den danska kusten. Efter ankomsten till Göteborg annonserade han i Göteborgska Nyheter 8 juli 1786 och erbjöd sig att betjäna Resp. Herrskaperne, jämte andre liebhaber, med Portraiters aftagande så wäl i Wax som Marmor och Gips; äfwen åtager han sig att aftaga Statyuer och flere Bilder i förenämnade formningsätt. Han fick en mängd uppdrag och den tänkta resan till Ryssland ställdes in.
Från stadsarkitekten Bengt Wilhelm Carlberg fick han en beställning på sju stycken maskaroner i brons som skulle smycka en fontän vid Kungsporten, numera är några av maskerna placerade på fontänen vid rådhusets gård medan de övriga finns på Göteborgs konstmuseum. Han anmodades 1787 av frimurarlogen att utföra 2:ne stora Groupper, som föreställa Fruimureriets 4 Hufwuddygder. Dessa förstördes vid en eldsvåda 1802.
Sitt största uppdrag fick Frulli av bruksägaren Johan Hall där han efter Carl Wilhelm Carlbergs ritningar fick utföra utsmyckningar i sommarbostaden i Gunnebo. Uppdragen vid Gunnebo blev många och i juli 1786 var han och hans familj tidvis bosatt där. Hans arbeten med dekorativa skulpturer, plafonder, dörröverstycken och trädgårdsarrangemang vid Gunnebo slutfördes 1796. För landskamrerare Fredrik Magnus Åkermans Ellsbo utförde han en rad trädgårdsstatyer i marmor. Han är troligen upphovsman till skulpturen Flora som är placerad vid den Botaniska institutionen i Göteborg och fem reliefer som finns infällda som dörröverstycken i Frimurarhusets pelarsal.
Frulli var en habil (skicklig) konstnär, utrustad med ett stort verksamhetsbegär. Han är att betrakta som en exponent för en brytningsepok mellan den emotionellt rika italienska barock-rokokon och den svala nyantiken.
Frulli är representerad vid Göteborgs stadsmuseum med den brunpatinerade friskulpturen Korsnedtagningen som är en rörelserik gruppskulptur i trä och gips och vid Gunnebo slott.

## Verk

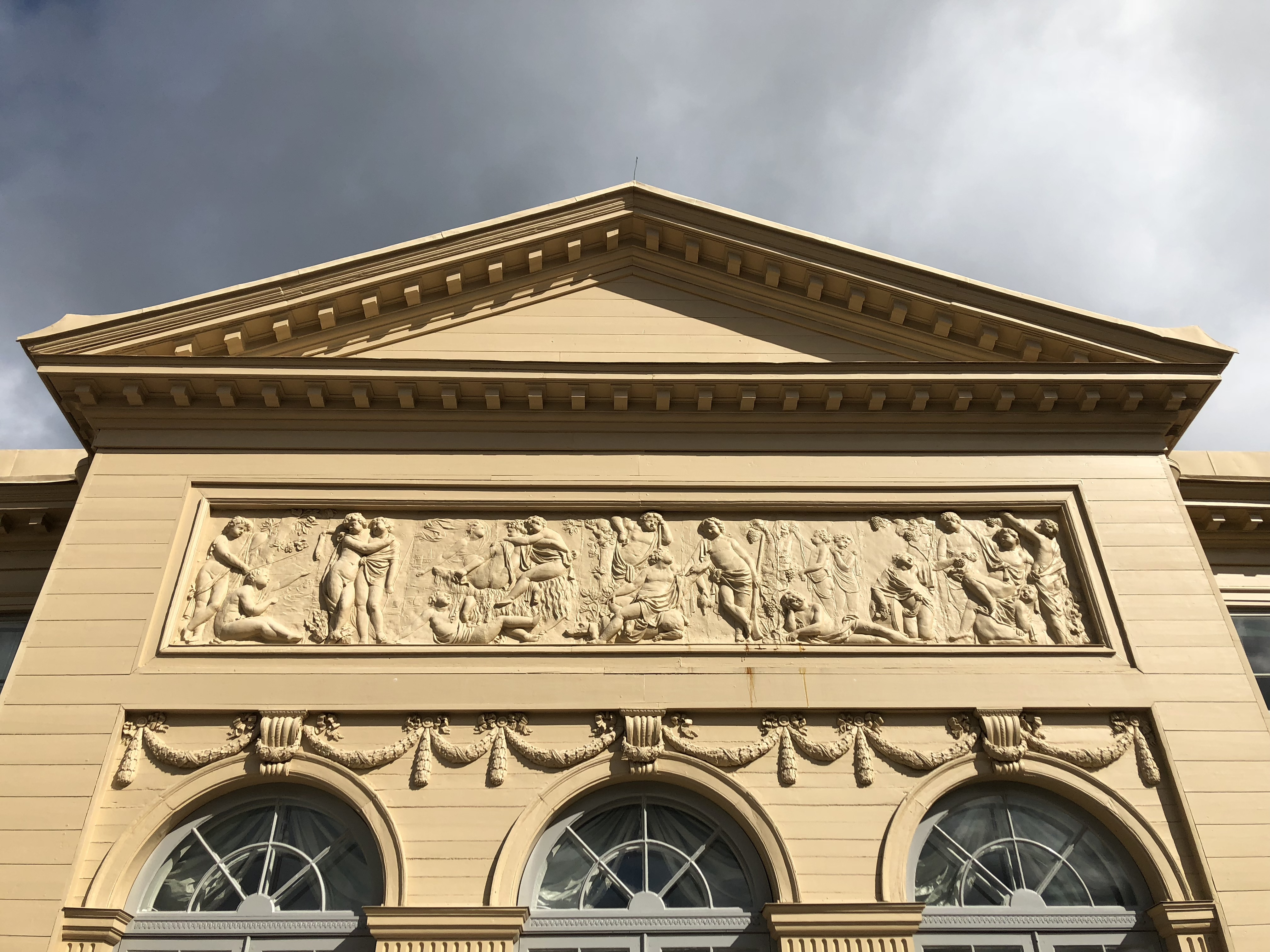
Frullis fris Landtmannagöromål och nöjen på Gunnebo slotts fronton mot parken.